# Яскевич, Иоганн Доминик Пётр
Иоганн Доминик Пётр Яскевич (6 июля 1749, Львов — 14 ноября 1809, Краков) — польский химик, геолог, минералог, врач, профессор зоологии, ботаники, минералогии и химии, придворный медик короля Станислава Августа Понятовского и лейб-медик маркиза Велепольского.
Создатель польской научной лексики в минералогии.

## Биография
Родился во Львове в знатной армянской семье. В 1775 окончил Венский университет, доктор медицины.
С 1780 возглавил кафедру естественной истории и химии в университете Кракова. В 1780—1782 совершил исследовательские поездки по Польше, Австрии, Италии и Франции. Был президентом Коллегии физики Краковской академии, и секретарём Яна Снядецкого. Принимал активное участие в реформе Краковской академии.
25 июня 1787 в Кракове в присутствии короля Станислава Августа Понятовского, прочитал лекцию по геологическому развитию Земли, демонстрируя экспонатами, собранными им в Кельце и вокруг Кракова. Взгляды Яскевича отличались от существующей библейской космогонии. За выступление получил похвалу от короля и ценный перстень.
Занимался внедрением правил, касающихся медицинской практики — требовал полной профессиональной квалификации врачей. С 1793 года был придворным врачом короля Станислава Августа Понятовского.
Большую часть своей жизни провёл в Кракове. Известен также тем, что в апреле 1794 году, через год после братьев Монгольфье, принимал участие в экспериментах с воздушным шаром, сконструированным им совместно Яном Снядецким, на котором поднимался на высоту 4700 м и удерживался в воздухе около получаса. Свои опыты с воздушным шаром описал в двух брошюрах, изданных в Кракове.
В университете Кракова был деканом физического отделения, основал ботанический сад.
Яскевич — автор учебников по минералогии, металлургии и химии. В 1787 году, на несколько лет оставил университет и переехал из Кракова в Пинчов в качестве лейб-медика маркиза Велепольского.
Начал первым пробную эксплуатацию залежей каменного угля в районе Севежа.
С 1800 — член Варшавского научного общества.